# Lubor Hájek
Lubor Hájek (5. května 1921, Nové Strašecí – 2. března 2000, Praha) byl český historik orientálního, čínského a japonského umění. Byl zakladatelem a budovatelem Sbírky orientálního umění Národní galerie v Praze.

## Život
Vystudoval v letech 1945–1949 na Filozofické fakultě Univerzity Karlovy indologi u Vincence Lesného a srovnávací vědy náboženské u Otakara Pertolda. V letech 1945–1952 byl zakládajícím členem a odpovědným redaktorem časopisu Nový Orient. Při pracovních cestách navštívil Čínu, Mongolsko, Indii, Barmu, Indonésii, Írán, Afghánistán a Japonsko.
V roce 1952 založil Sbírku orientálního umění Národní galerie v Praze, kterou vedl až do roku 1986. V letech 1964–1969 byla sbírka asijského umění umístěna v Dolním zámku v Benešově nad Ploučnicí. Expoice byla ale při požáru v roce 1969 značně poničena. V roce 1972 byla sbírka přemístěna do Zbraslavského zámku. Tam byla v roce 1998 otevřena nová stálá expozice orientálního umění.

## Dílo
Je autorem asi 40 výstav, 15 knižních publikací a asi 120 odborných článků v časopisech. Psal rovněž předmluvy či doslovy k publikacím jiných autorů.